# ساوث دونداس (أونتاريو)
ساوث دونداس، أونتاريو (بالإنجليزية: South Dundas) هي مدينة كندية تقع في مقاطعة أونتاريو. تبلغ مساحة هذه المدينة 519.9777 (كم²)، ويبلغ عدد سكانها 10535 نسمة حسب إحصاء سنة 2006 م، بينما كان يسكنها 10783 نسمة في سنة 2001 م. تحتل هذه المدينة المرتبة رقم 360 بين مدن كندا حسب عدد السكان والمرتبة رقم 138 في المقاطعة. نما عدد السكان في هذه المدينة بنسبة (-2.3) بين العامين المذكورين.

## أعلام
- سيمون إس. كوك
- جون كوك
- مايك كاسيلمان
- فرانك بيرغيرون
- جون تشارلز الكسندر كاميرون
- جون مكينتوش

## وصلات خارجية
- الأطلس الحكومي لكندا
- إحصاءات كندا مع ساعة تعداد السكان نسخة محفوظة 23 مارس 2008 على موقع واي باك مشين.